# Fougaron
Fougaron ist eine französische Gemeinde mit 109 Einwohnern (Stand 1. Januar 2022) im Département Haute-Garonne in der Region Okzitanien (zuvor Midi-Pyrénées). Die Einwohner werden als Fougaronnais bezeichnet.

## Geographie
Umgeben wird Fougaron von den sechs Nachbargemeinden: 
| Arbas                       | Montastruc-de-Salies                        |      |
| Herran                      | Kompassrose, die auf Nachbargemeinden zeigt | Urau |
| Saint-Jean-du-Castillonnais | Buzan                                       |      |

## Bevölkerungsentwicklung
| Jahr                       | 1962 | 1968 | 1975 | 1982 | 1990 | 1999 | 2006 | 2011 | 2017 | 2019 |
| -------------------------- | ---- | ---- | ---- | ---- | ---- | ---- | ---- | ---- | ---- | ---- |
| Einwohner                  | 108  | 93   | 73   | 85   | 62   | 73   | 91   | 99   | 95   | 96   |
| Quellen: Cassini und INSEE |      |      |      |      |      |      |      |      |      |      |

## Sehenswürdigkeiten

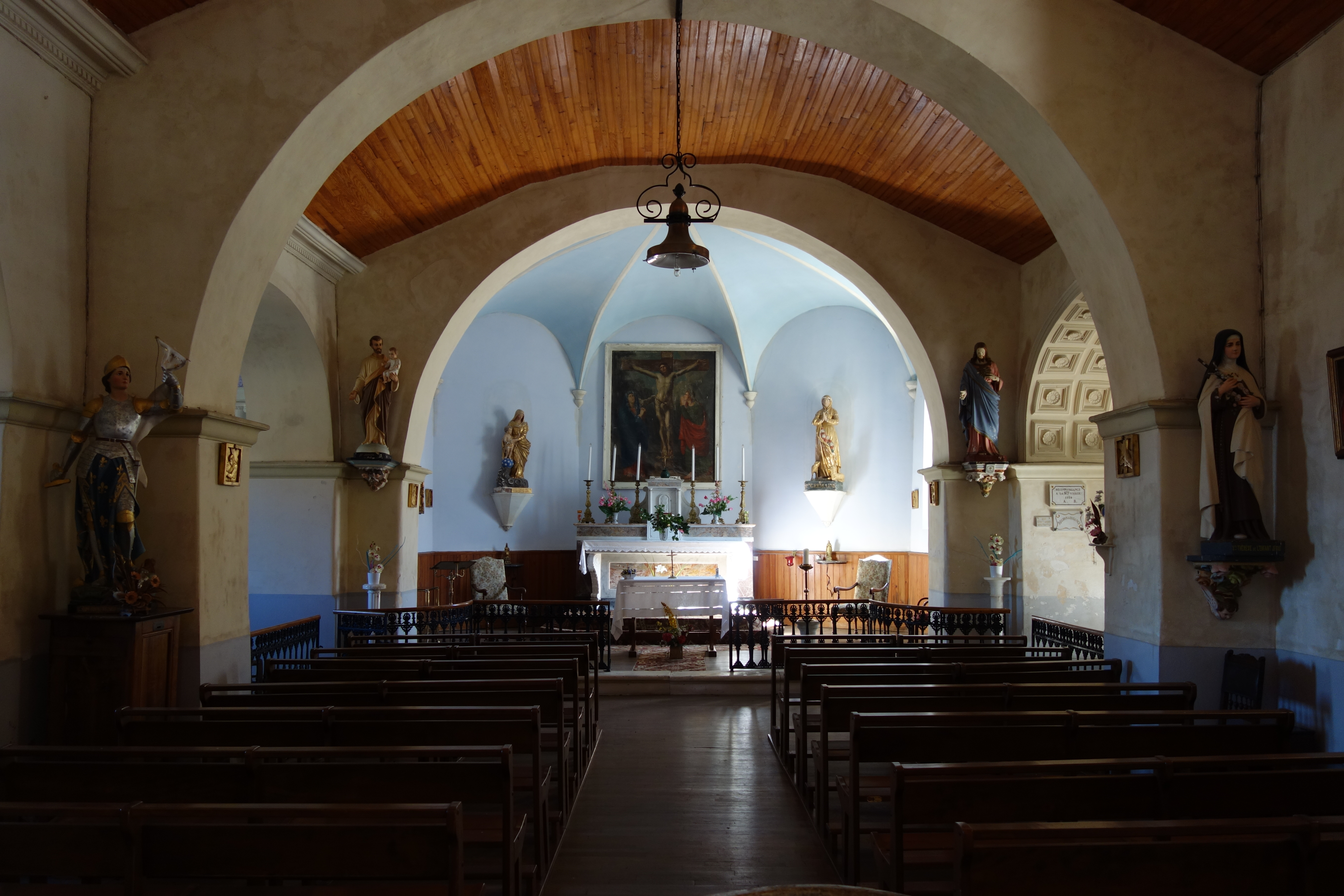
Innenansicht der Kirche St-Martin

- Kirche St-Martin, erbaut im 18. Jahrhundert